# Breitenfelde
Breitenfelde ist eine Gemeinde im Kreis Herzogtum Lauenburg in Schleswig-Holstein. Sie ist Sitz des Amtes Breitenfelde.

## Geographie

### Geographische Lage
Das Gemeindegebiet von Breitenfelde erstreckt sich im südöstlichen Teilbereich der naturräumlichen Haupteinheit Ostholsteinisches Hügel- und Seenland (Nr. 702) etwa fünf Kilometer südwestlich von Mölln am Priesterbach. Der Elbe-Lübeck-Kanal grenzt das Gemeindegebiet nach Osten hin ab.

### Gemeindegliederung
Neben dem namensgebenden Kirchdorf befindet sich auch die Häusergruppe Neuenlande als weiterer Wohnplatz im Gemeindegebiet.

### Nachbargemeinden
Unmittelbar angrenzende Gemeindegebiete von Breitenfelde sind:
|                    | Bälau                                       | Alt-Mölln |
| Borstorf           | Kompassrose, die auf Nachbargemeinden zeigt | Mölln     |
| Niendorf a. d. St. | Woltersdorf                                 |           |

## Geschichte

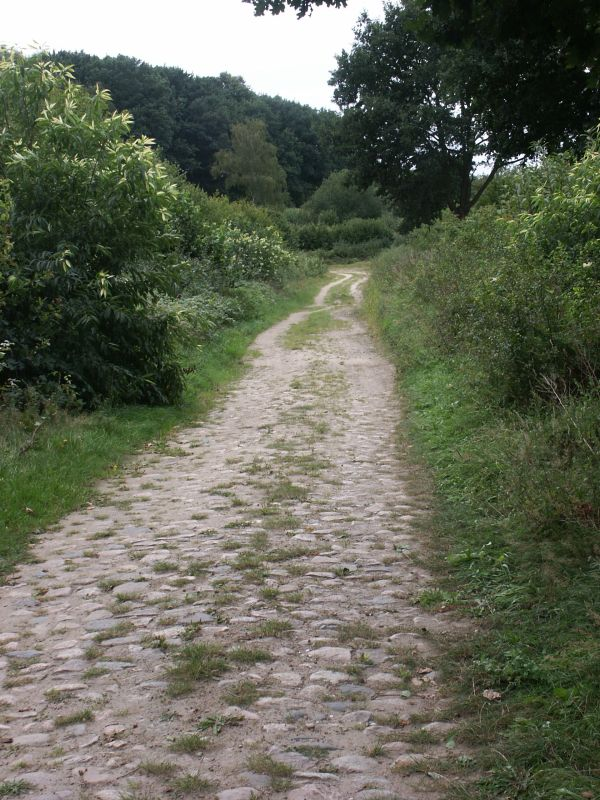
Alte Salzstrasse in Breitenfelde

Das Dorf wurde im Ratzeburger Domkapitelverzeichnis 1194 zum ersten Mal als Kirchspiel urkundlich erwähnt. Breitenfelde lag an der historischen Alten Salzstraße von Lüneburg nach Lübeck. Im 15. Jahrhundert gehörte es je zur Hälfte der Stadt Lübeck und dem Kloster Marienwohlde. Das Amt Breitenfelde entstand 1889 auf Anordnung des preußischen Ministers des Innern nach der Inbesitznahme des Herzogtums Lauenburg durch Preußen.
Von November 1944 bis April 1945 war in Breitenfelde ein Außenkommando des KZ Neuengamme untergebracht. Es umfasste 20 Häftlinge, die für die SS-Bauleitung Mölln im Sägewerk der Firma Karl Gülzow Zwangsarbeit tun mussten.

## Politik

### Gemeindevertretung
Bei der Kommunalwahl am 14. Mai 2023 wurden insgesamt 13 Sitze vergeben. Von diesen erhielt die Breitenfelder Wählergemeinschaft sieben Sitze und das Bündnis für Breitenfelde sechs Sitze.

### Bürgermeisterin
Seit 2008 ist Anne Fröhlich (BWG) Bürgermeisterin der Gemeinde. Ihr Stellvertreter als Bürgermeister ist Hinnerk Bruhn (BfB).

### Wappen
Blasonierung: „Von Schwarz und Silber geteilt. Oben ein silberner Pferdekopf, unten sechs eng aneinander gestellte, nach oben schmaler werdende, wachsende abwechselnd blaue und rote Pfähle.“
Die Teilung des Wappens symbolisiert die jahrhundertelange Teilung der Gemeinde in einen Teil Lübecker Pfandherrschaft und einen zum Kloster Marienwohlde gehörigen Teil. Im oberen Teil ist die preußische Variante des Wappens des Herzogtums Lauenburg abgebildet. Die Tingierung des unteren Teils symbolisiert die Zugehörigkeit zu Schleswig-Holstein. Des Weiteren stellt er durch die gleich breiten Felder im wörtlichen Sinne den Ortsnamen dar.

Gemeindeflagge

### Flagge
Blasonierung: „Auf weißem, oben und unten von einem breiten roten Streifen begrenztem Flaggentuch das Gemeindewappen, etwas aus der Mitte zur Stange hin verschoben.“

## Sehenswürdigkeiten

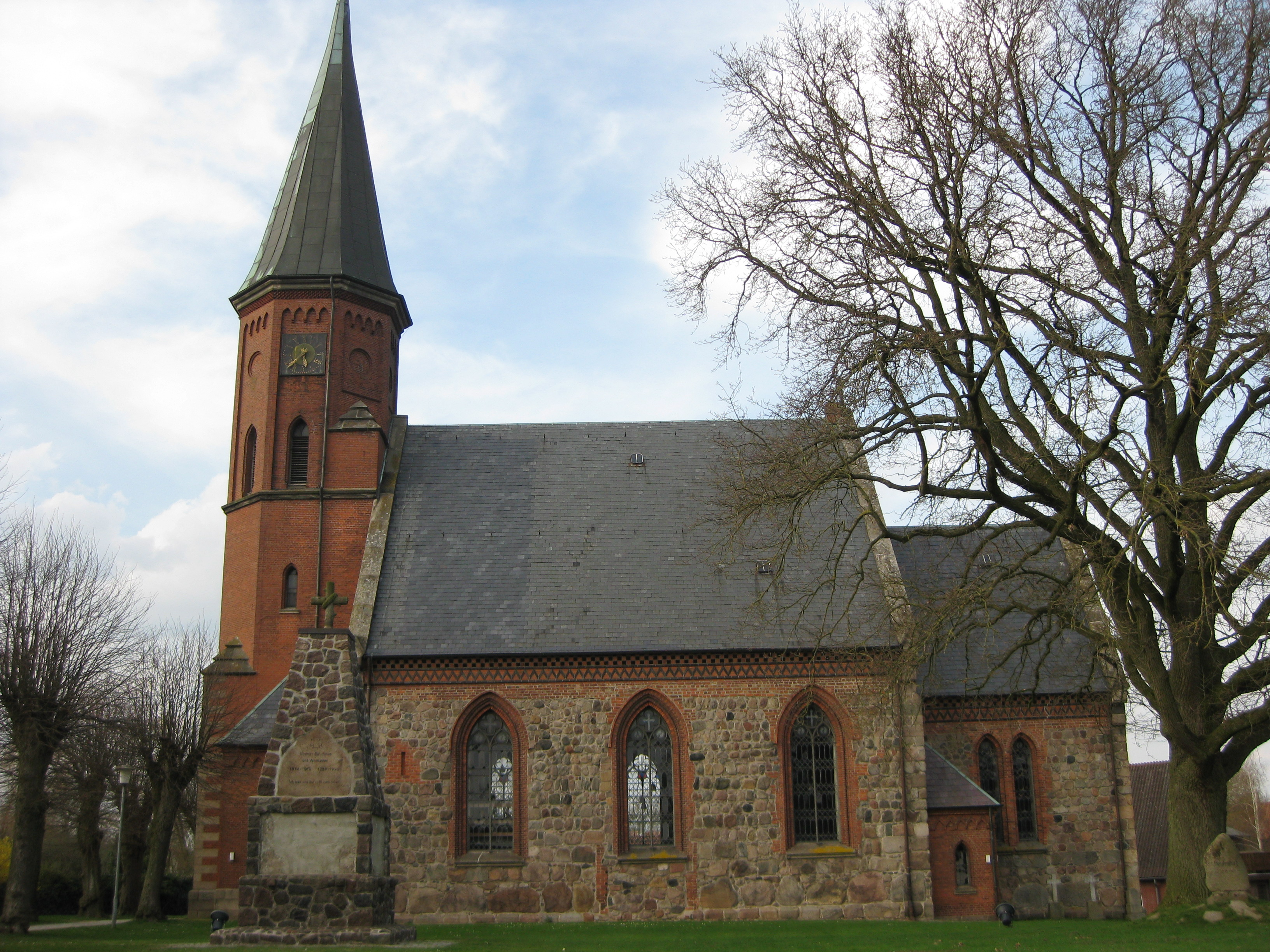
Dorfkirche Breitenfelde

In der Liste der Kulturdenkmale in Breitenfelde stehen die in der Denkmalliste des Landes Schleswig-Holstein eingetragenen Kulturdenkmale.
Die in den Ursprüngen romanische Breitenfelder Dorfkirche aus dem 12. Jahrhundert ist eine frühgotische Hallenkirche des 13. Jahrhunderts. Der dreischiffige Bau ist aus Feld- und Backsteinen errichtet. An das dreijochige Langhaus schließt sich ein Kastenchor mit drei Fenstern in der östlichen Abschlusswand an. Der neugotische Kirchturm stammt aus dem Jahr 1866. Ebenfalls erst im 19. Jahrhundert wurde die neugotische Sakristei an den Chorraum angebaut.
Die Ausmalungen der Gewölbe sind frühgotisch. Das mittlere der drei Buntglas-Fenster in der Ostwand des Chors stammt aus der gleichen Zeit. Die Verglasung der beiden weiteren Fenster erfolgte im Zuge der Umbauarbeiten durch 1867 durch Carl Julius Milde.

## Kultur
Die Plattdeutsche Theatergruppe Breitenfelde wird von der örtlichen Volkshochschule getragen.

## Verkehr
Breitenfelde ist über die Bundesstraße 207 an die Bundesautobahn 24 angeschlossen. Der nächste Bahnhof ist in Mölln an der Bahnstrecke Lübeck–Lüneburg.
Flughäfen gibt es in Lübeck-Blankensee (Regionalflughafen) und Hamburg (Fernflughafen).